# Sotillo de las Palomas
Sotillo de las Palomas – gmina w Hiszpanii, w prowincji Toledo, w Kastylii-La Mancha, o powierzchni 18,85 km². W 2011 roku gmina liczyła 207 mieszkańców.